# 他阿真円
他阿 真円（たあ しんえん、本名：加藤 円住（かとう えんじゅう）、1919年〈大正8年〉6月10日 - 2021年12月9日）は、日本の僧、政治家。時宗の74世法主（遊行上人）、藤沢清浄光寺57世住職（藤沢上人）。岡崎市議会議員を通算4期、市議会議長を1期歴任した。

## 来歴

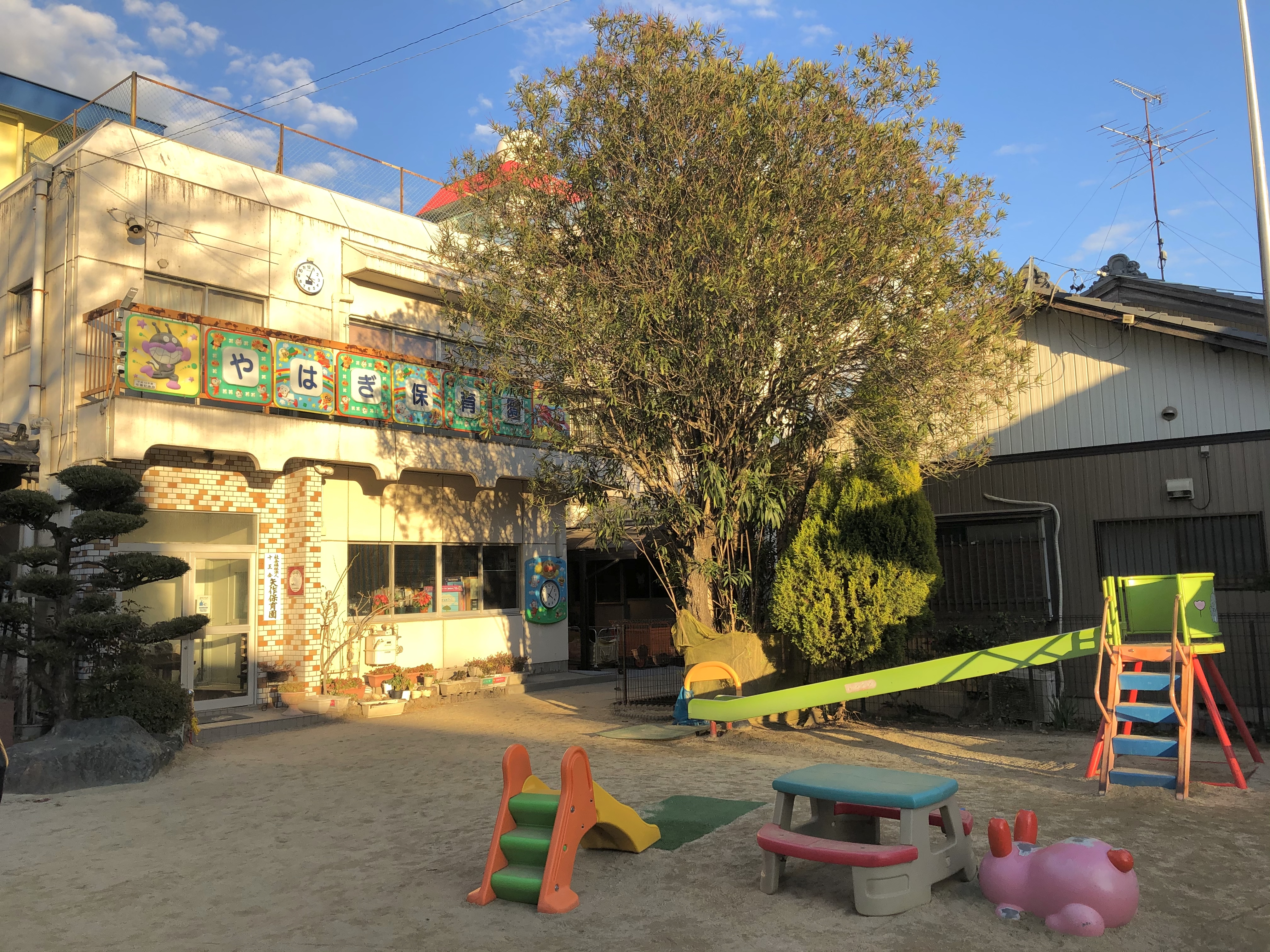
加藤が誓願寺の境内に創設した矢作保育園

愛知県碧海郡矢作町（現・岡崎市矢作町馬場4番地）の誓願寺に生まれる。1932年（昭和7年）、出家得度。1941年（昭和16年）、大正大学専門部を卒業し、龍谷大学に編入。
軍部に徴集され東南アジアに派遣される。マラリアに感染し入院。1943年（昭和18年）、誓願寺住職に就任するも、再び徴集され、東南アジアに派遣される。陸軍少尉として輜重を担う。1945年、連合軍の捕虜となり、2年間の強制労働に従事。
1947年（昭和22年）5月、復員。誓願寺住職に戻るも、肺結核となる。
1948年11月1日、境内に矢作保育園を設立し、園長となる。
1955年4月30日に行われた岡崎市議会議員選挙の第7選挙区（旧矢作町）に立候補するも次点で落選。市議選には7回立候補し、4回当選した（選挙の記録は後述）。初当選は1963年（昭和38年）。
1982年（昭和57年）6月から1983年（昭和58年）11月まで議長を務めた。
1983年（昭和58年）、岡崎市仏教会会長となる。1984年（昭和59年）の市議選で落選。以後、政治活動から身を引く。
1994年（平成6年）、勲五等双光旭日章を受章。1997年（平成9年）、足下位に就任。
2003年（平成15年）3月、真光寺住職、法主後継者となる。 同年7月23日、第74世遊行上人に就任。
2019年（令和元年）6月11日、満100歳を祝う会が銀座アスター藤沢賓館で開かれた。
2021年12月9日、S字結腸ガンのため岡崎市の病院で死去。102歳没。

## 選挙の記録
| 執行日         | 選挙               | 当落 | 備考                            |
| -------------- | ------------------ | ---- | ------------------------------- |
| 1955年4月30日  | 岡崎市議会議員選挙 | 落   | 第7選挙区（旧矢作町）から立候補 |
| 1959年4月30日  | 岡崎市議会議員選挙 | 落   |                                 |
| 1963年4月30日  | 岡崎市議会議員選挙 | --   | 不出馬                          |
| 1967年4月28日  | 岡崎市議会議員選挙 | 当   |                                 |
| 1971年4月25日  | 岡崎市議会議員選挙 | 当   |                                 |
| 1975年4月27日  | 岡崎市議会議員選挙 | 当   |                                 |
| 1979年4月22日  | 岡崎市議会議員選挙 | --   | 不出馬                          |
| 1980年10月26日 | 岡崎市議会議員選挙 | 当   | 自主解散に伴う選挙              |
| 1984年10月21日 | 岡崎市議会議員選挙 | 落   |                                 |

## エピソード
- 映画『未来シャッター』（2015年 ）、高橋和勧監督作品に初出演。
- 2016年11月、97歳で運転免許を返納したことが話題となった[8]。

## 著作リスト
- 『捨ててこそ人生は開ける - 「苦」を「快」に変える力』 東洋経済新報社、2013年6月7日。
- 『生かされて生きる - 「捨ててこそ」の実践』 神奈川新聞社、2016年1月4日。

### 論文・記事等
- CiNii>加藤円住